# La Ville-aux-Clercs
La Ville-aux-Clercs è un comune francese di 1 360 abitanti situato nel dipartimento del Loir-et-Cher nella regione del Centro-Valle della Loira.

## Società

### Evoluzione demografica
Abitanti censiti